# Axiodes carbolignea
Axiodes carbolignea är en fjärilsart som beskrevs av Louis Beethoven Prout 1938. Axiodes carbolignea ingår i släktet Axiodes och familjen mätare. Inga underarter finns listade i Catalogue of Life.